# Indonezijska nacionalna revolucija
Indonezijska nacionalna revolucija ili Indonezijski rat za neovisnost bio je oružani sukob i diplomatska borba između Republike Indonezije i Nizozemskog Carstva te unutarnja društvena revolucija tijekom poslijeratne i postkolonijalne Indonezije. Dogodila se između indonezijskog proglašenja neovisnosti 1945. i nizozemskog prijenosa suvereniteta nad Nizozemskom Istočnom Indijom na Republiku Sjedinjene Države Indonezije krajem 1949.
Četverogodišnja borba uključivala je sporadične, ali krvave oružane sukobe, unutarnje indonezijske političke i društvene nemire i dvije velike međunarodne diplomatske intervencije. Nizozemske vojne snage (i, neko vrijeme, snage Saveznika iz Drugog svjetskog rata) mogle su kontrolirati glavna mjesta, gradove i industrijsku imovinu u republikanskom središtu na Javi i Sumatri, ali nisu mogle kontrolirati indonezijska sela. Do 1949. međunarodni pritisak na Nizozemsku, prijetnje Sjedinjenih Država o prekidanju ekonomske pomoći Nizozemskoj za poslijeratnu obnovu i djelomični vojni zastoj postali su takvi da je Nizozemska prenijela suverenitet nad Nizozemskom Istočnom Indijom na Republiku Sjedinjene Države Indonezije.
Revolucija je označila kraj kolonijalne uprave Nizozemske Istočne Indije, osim Nove Gvineje. Također je značajno promijenila etničke kaste, kao i smanjila moć mnogih mjesnih vladara (radža). Nije značajno poboljšala ekonomsko ili političko stanje većine stanovništva, iako je nekolicina Indonežana uspjela dobiti veću ulogu u trgovini.